# NEC Platforms Red Falcons
Gli NEC Platforms Red Falcons (NECプラットフォームズレッドファルコンズ?, Enu-Ī-Shī Purattofōmuzu Reddo Farukonzu) sono una squadra di softball femminile giapponese con sede a Kakegawa, Shizuoka. Sono membri della East Division della Japan Diamond Softball League (JD.League).

## Storia
I Red Falcons furono fondati nel 1983 come squadra di softball della NEC Shizuoka (una fabbrica della NEC).
La Japan Diamond Softball League (JD.League) fu fondata nel 2022, e i Red Falcons si unirono alla nuova lega come membri della East Division.

## Roster attuale
Aggiornato all'aprile 2022.
| Ruolo         | N.         | Nome            | Età        | Altezza             | Batte      | Lancia     | Note       |
| Giocatrici    | Giocatrici | Giocatrici      | Giocatrici | Giocatrici          | Giocatrici | Giocatrici | Giocatrici |
| ------------- | ---------- | --------------- | ---------- | ------------------- | ---------- | ---------- | ---------- |
| Lanciatrici   | 11         | Akane Takayama  | 21 anni    | 180 cm (5 ft 11 in) | Sinistro   | Destro     |            |
| Lanciatrici   | 14         | Mizuki Yokotani | 26 anni    | 157 cm (5 ft 2 in)  | Destro     | Destro     |            |
| Lanciatrici   | 15         | Minami Imamura  | 26 anni    | 164 cm (5 ft 5 in)  | Destro     | Destro     |            |
| Lanciatrici   | 16         | Sayuri Terasawa | 28 anni    | 169 cm (5 ft 7 in)  | Sinistro   | Destro     |            |
| Lanciatrici   | 18         | Arina Oba       | 27 anni    | 164 cm (5 ft 5 in)  | Sinistro   | Sinistro   |            |
| Ricevitrici   | 8          | Ayane Sakamoto  | 26 anni    | 160 cm (5 ft 3 in)  | Destro     | Destro     |            |
| Ricevitrici   | 22         | Suzuka Hisaeda  | 23 anni    | 163 cm (5 ft 4 in)  | Destro     | Destro     |            |
| Interne       | 1          | Annu Kakuno     | 27 anni    | 160 cm (5 ft 3 in)  | Destro     | Destro     |            |
| Interne       | 3          | Saaya Mine      | 27 anni    | 160 cm (5 ft 3 in)  | Sinistro   | Destro     |            |
| Interne       | 5          | Minori Takeuchi | 25 anni    | 169 cm (5 ft 7 in)  | Destro     | Destro     |            |
| Interne       | 6          | Natsuki Kawai   | 26 anni    | 158 cm (5 ft 2 in)  | Sinistro   | Destro     |            |
| Interne       | 9          | Yuka Sato       | 25 anni    | 172 cm (5 ft 8 in)  | Sinistro   | Destro     |            |
| Interne       | 10         | Shiori Shimizu  | 29 anni    | 168 cm (5 ft 6 in)  | Destro     | Destro     |            |
| Interne       | 21         | Iroha Suwa      | 26 anni    | 169 cm (5 ft 7 in)  | Destro     | Destro     |            |
| Interne       | 24         | Saya Matsumoto  | 23 anni    | 160 cm (5 ft 3 in)  | Destro     | Destro     |            |
| Interne       | 25         | Himari Murata   | 25 anni    | 164 cm (5 ft 5 in)  | Sinistro   | Destro     |            |
| Interne       | 27         | Amane Kanai     | 23 anni    | 160 cm (5 ft 3 in)  | Sinistro   | Destro     |            |
| Interne       | 28         | Rena Nakano     | 23 anni    | 157 cm (5 ft 2 in)  | Destro     | Destro     |            |
| Esterne       | 7          | Yui Ogawara     | 29 anni    | 163 cm (5 ft 4 in)  | Sinistro   | Destro     |            |
| Esterne       | 12         | Yuzuha Bundo    | 25 anni    | 159 cm (5 ft 3 in)  | Destro     | Destro     |            |
| Esterne       | 19         | Hinami Hara     | 22 anni    | 170 cm (5 ft 7 in)  | Sinistro   | Destro     |            |
| Esterne       | 29         | Miki Fukushima  | 21 anni    | 165 cm (5 ft 5 in)  | Destro     | Destro     |            |
| Staff tecnico |            |                 |            |                     |            |            |            |
| Manager       | 30         | Kasumi Mizoe    | 39 anni    | -                   | -          | -          |            |
| Coach         | 31         | Hitomi Sasaki   | 39 anni    | -                   | -          | -          |            |
| Coach         | 32         | Shiho Yamanaka  | 33 anni    | -                   | -          | -          |            |